# Mount Gladstone (Marlborough)
Der Mount Gladstone ist ein Berg im Marlborough District auf der Südinsel von Neuseeland.

## Geographie
Der 2370 m hohe Berg befindet sich rund 5,5 km nordwestlich des 2885 m hohen Tapuae-o-Uenuki und rund 6,3 km südöstlich des Awatere River in den Inland Kaikoura Ranges. Der Mount Gladstone ist der südliche Endpunkt einer sich nach Norden hinziehenden Bergkette, deren Gipfel allesamt unter 2000 m Höhe liegen und die westliche Talseite des Trail Stream bildet. Ihr gegenüberliegend befindet sich die Bergkette der Red Hills.
Das Bergmassiv stellt das Quellgebiet des nach Nordosten abgehenden Trail Stream, des nach Nordwesten fließenden Otterson Stream und den Totara Stream zufließenden Gebirgsbächen dar, zu denen auch der Gladstone Stream gehört.
Der Totara Stream mündet später in den Winterton River, der, so wie der Otterson Stream, den Awatere River speist. Der Trail Stream führt seine Wässer dem Hodder River zu, der ebenfalls etwas weiter nordöstlich in den Awatere River mündet.